# The Orchestral Tubular Bells
The Orchestral Tubular Bells — оркестровый альбом английского музыканта Майка Олдфилда, вышедший в 1975 году.

## Об альбоме
The Orchestral Tubular Bells всё тот же оригинальный Tubular Bells, только в оркестровой аранжировке, сделанной Дэвидом Бедфордом.

## Список композиций

### Первая сторона
1. Part One — 26:10

### Вторая сторона
1. Part Two — 24:36